# Università del Middlesex
La Middlesex University (abbr. MU, MDX) è un'università che si trova nel nord di Londra, Inghilterra. Si trova ai confini della storica contea di Middlesex da cui prende il nome.
Nel 2005, l'università ha iniziato a razionalizzare le sue facoltà concentrando i suoi punti di forza nel mondo degli affari, dell'informatica e delle arti.